# Косковская Горка
Коско́вская Го́рка — деревня в составе сельского поселения Некрасово Рамешковского района Тверской области. Первое упоминание в 1901 г. в Тверском епархичиеском Статистическом сборнике До 2005 г. административный центр Косковско-Горского сельского округа. Находится в 14 км к северу от Рамешек на шоссе «Рамешки — Максатиха», в 78 км от Твери.
К январю 1999 г. в деревне — 78 домов, 178 постоянных жителей; 8 домов принадлежат дачникам.
В деревне — отделение связи, магазин, неполная средняя школа, «Социально-реабилитационный центр для несовершеннолетних „Надежда“»